# Charles Brun
Charles Brun (født 16. februar 1866 i København, død 28. januar 1919 i Aalborg) var en dansk politiker, stiftamtmand, kammerherre og minister, far til Eske Brun.
Han var søn af kammerherre, generalmajor C.A.A.F.J. Brun og hustru Emma, f. Bluhme, og nedstammede i lige linje fra storkøbmanden Constantin Brun. I 1906 blev han gift med Rigmor Hansen (f. 14. oktober 1875), som var datter af en højresindet handelsmand, etatsråd Gustav Hansen.
Brun blev student 1883 og cand.jur. i 1888. Han blev assistent i Finansministeriet 1890, auditør og amtsfuldmægtig i Aalborg 1895, og stiftamtmand for Aalborg Stift fra 1905. Brun blev dernæst finansminister i Ministeriet Neergaard I 1908-1909.
Da han stillede op til Folketinget 1909, opnåede han ikke valg.
I sin egenskab af amtmand havde han bolig på Aalborghus.
Han var Kommandør af 2. grad af Dannebrogordenen.
Hans datter Rigmor blev 1933 gift med Hermann Zobel. En søn var departmentchef Eske Brun.